# Stylops childreni
Stylops childreni  (лат.) — вид мелких веерокрылых насекомых рода Stylops из семейства Stylopidae. Канада. Паразиты пчёл вида Andrena victima Smith (Andrena, Andrenidae). Лапки самцов 4-члениковые, усики 6-и члениковые с боковыми отростками. Голова поперечная. Обладают резким половым диморфизмом: самцы крылатые (2 пары узких крыльев: передние маленькие и узкие, задние широкие), самки бескрылые червеобразные эндопаразиты.
Вид был впервые описан в 1832 году энтомологом Дж. Р. Грейем (Gray G. R. ).